# Myrolubiwka (obwód doniecki)
Myrolubiwka (ukr. Миролюбівка) – wieś na Ukrainie, w obwodzie donieckim, w rejonie pokrowskim, w hromadzie Hrodiwka. W 2001 liczyła 597 mieszkańców.